# Alcinda Panguana
Alcinda Helena Panguana é uma pugilista moçambicana, nascida a 27 de fevereiro de 1994.

## Biografia
Alcinda Panguana é vencedora da medalha de prata na categoria até 69kg nos Jogos Africanos de Rabat 2019, perdendo na final para a nigeriana Bolanle Temitope Shogbamu.
Em 2022, a pugilista venceu a medalha de prata na categoria até 70 kg no Campeonato Mundial de Boxe Amador Feminino, em Istambul, perdendo na final para a irlandesa Lisa O'Rourke. 
No mesmo ano, com o nadador Caio Lobo, Alcinda foi porta-bandeira da delegação moçambicana na cerimónia de abertura dos Jogos da Commonwealth de 2022 em Birmingham   e conquistou a medalha de ouro na categoria até 70 kg no Campeonato Africano de Boxe Amador, em Maputo, vencendo na final a congolesa Brigitte Mbabi  .
As diferentes conquistas de 2022 levaram a pugilista a ser homenageada com a Medalha de Mérito Desportivo, juntamente com os desportistas Donaldo Salvador e Rady Gramane, pelo Presidente da República de Moçambique, Filipe Nyusi.
No final do ano, Alcinda foi ainda distinguida como uma das personalidades negras mais influentes da Lusofonia, pela PowerList100 2022.